# 33 Immortals
33 Immortals é o próximo jogo de ação, roguelike desenvolvido e publicado pela Thunder Lotus Games. O jogo está previsto para ser lançado para Microsoft Windows e Xbox Series X/S através de acesso antecipado em 2025, o jogo também vai está disponível no Xbox Cloud Gaming no primeiro dia com o Xbox Game Pass.

## Jogabilidade
33 Immortals é um jogo de ação jogado de uma perspectiva de cima para baixo. No jogo, o jogador assume o controle de uma alma condenada que deve lutar através do Inferno, Purgatório e Céu enquanto se rebelam contra um Deus cruel que os bane. O jogo suporta 33 jogadores multijogador cooperativo, e cada sessão de jogo, que dura cerca de 25 minutos, é comparável às missões de ataque de jogos multijogador massivos online (MMO).
Os jogadores começam cada sessão na "Dark Forest", um mundo central no qual os jogadores podem selecionar seus arquétipos de personagens (corpo a corpo, à distância, suporte ou tanque) antes de se aventurarem pelo Eternal Gate no campo de batalha. Os jogadores são inicialmente divididos em equipes de seis enquanto exploram o mapa e concluem as Torture Chambers (descritas pela equipe como mini-dungeons). Uma vez que uma câmara é concluída, os jogadores desbloquearão Relíquias e desencadearão a ira de Deus, que faz com que todo o mapa seja engolido pelo fogo. Os jogadores sobreviventes restantes são então divididos em três equipes, com cada equipe tendo uma chance de completar "Ascension Battles", que desbloqueiam Relíquias Lendárias que fornecem bônus globais para toda a equipe. A sessão culminará com uma luta contra o chefe. A colocação dos inimigos, os desafios de jogabilidade e as recompensas em cada sessão são gerados aleatoriamente.  Os jogadores são então devolvidos à Floresta Negra, onde podem alterar seu carregamento, discutir com personagens não jogáveis para desbloquear novas armas, relíquias e vantagens poéticas, que normalmente fornecem vantagens de estatísticas.
Os jogadores podem personalizar livremente seu avatar jogável com vários itens cosméticos. O jogo apresenta 14 armas diferentes inspiradas nos sete pecados capitais e nas sete virtudes celestiais, e os jogadores devem colaborar entre si para liberar "poderes cooperativos", que são movimentos poderosos que podem infligir uma grande quantidade de dano devastador aos inimigos. Se um jogador for derrotado, outros jogadores podem revivê-lo dentro de um período definido, embora o jogo tenha uma dificuldade definida, o que significa que os jogadores têm mais probabilidade de completar seus objetivos e derrotar os chefes com sucesso se todos os seus companheiros de equipe sobreviverem.

## Desenvolvimento
33 Immortals está sendo desenvolvido atualmente pela Thunder Lotus Games, o estúdio por trás de Spiritfarer. O cenário do jogo foi inspirado em A Divina Comédia, com Dante, Beatriz, Virgílio e Caronte aparecendo no jogo como personagens coadjuvantes, embora seus históricos tenham sido retrabalhados para atender aos valores modernos. Por exemplo, Beatriz foi reimaginada de uma guia no Purgatório para a "líder da rebelião", e Virgílio se torna uma estudiosa interessada em "ciência, valores morais e uso de armas".
33 Immortals é o primeiro jogo eletrônico online da Thunder Lotus. Para enfrentar os desafios de desenvolver um jogo online, o estúdio se expandiu para duas equipes de desenvolvimento paralelas e recrutou pessoal com experiência anterior trabalhando em um projeto multijogador. Embora a preparação extensiva seja essencial para que os jogadores tenham sucesso em missões de ataque em outros jogos MMO, 33 Immortals foi descrito pela equipe como uma experiência de "pegar e atacar", pois o jogo simplifica o processo de missão e permite que os jogadores entrem em ação "o mais rápido e perfeito possível". Embora a equipe tenha inicialmente experimentado ter 100 jogadores em uma sessão de jogo, a contagem máxima de jogadores foi reduzida para 33. De acordo com a equipe, 33 foi escolhido porque cada parte de A Divina Comédia tem 33 capítulos.
Thunder Lotus anunciou o 33 Immortals em junho de 2023 no Xbox Games Showcase. O jogo está previsto para ser lançado via acesso antecipado em 2025 para Microsoft Windows e Xbox Series X/S.